# Ordtrachia elegans
Ordtrachia elegans är en snäckart som beskrevs av Alan Solem 1988. Ordtrachia elegans ingår i släktet Ordtrachia och familjen Camaenidae. IUCN kategoriserar arten globalt som sårbar. Inga underarter finns listade i Catalogue of Life.